# Haemaphysalis ramachandrai
Haemaphysalis ramachandrai är en fästingart som beskrevs av Dhanda, Hoogstraal och Darbhe Jayarama Bhat 1970. Haemaphysalis ramachandrai ingår i släktet Haemaphysalis och familjen hårda fästingar. Inga underarter finns listade i Catalogue of Life.